# Emanuele Manitta
Emanuele Manitta (* 12. Januar 1977 in Caltagirone, CT) ist ein ehemaliger italienischer Torwart.
Den Höhepunkt seiner Karriere erlebte Manitta beim FC Messina, als er in der Saison 1999/2000 lediglich 11 Gegentore zuließ und damit einen erheblichen Anteil an den Aufstieg Messinas in die Serie C1 hatte.